# Ruggero Borghi
Pour les articles homonymes, voir Borghi.
Ruggero Borghi (né le 13 juin 1970 à Cantù) est un coureur cycliste italien, professionnel entre 1995 et 2006.

## Palmarès

### Palmarès amateur
- 1994
  - Trofeo Banca Popolare di Vicenza
  - Giro della Brianza
  - 2e et 9e étapes du Baby Giro
  - 2e du Baby Giro
  - 3e du Trophée Matteotti amateurs
  - 3e du Trofeo Franco Balestra

### Palmarès professionnel
- 1995
  - 3e de la Semaine cycliste lombarde
- 2000
  - Trofeo dello Scalatore
- 2001
  - 3e du Trofeo dello Scalatore
  - 3e du Tour de Romagne
- 2004
  - 3e du Grand Prix de l'industrie et de l'artisanat de Larciano

## Résultats sur les grands tours

### Tour d'Italie
- 2000 : abandon (6e étape[1])
- 2001 : 34e du classement général
- 2002 : abandon (3e étape[2])
- 2004 : 28e du classement général

### Tour d'Espagne
- 1995 : 60e du classement général